# Кранц, Герман
Герман Карл Георг Кранц (нем. Hermann Karl Georg Cranz; 12 августа 1883, Штутгарт — 6 февраля 1944, Ганновер) — немецкий инженер-машиностроитель, профессор механики Технического университета Ганновера.

## Биография
Герман Карл Георг Кранц родился 12 августа 1883 года в семье профессора математики Генриха Кранца. Герман изучал машиностроение в Королевском техническом университете в Берлине, где затем написал и защитил диссертацию, став кандидатом наук. В 1903 году он присоединился к студенческому братству «Burschenschaft Alemannia Stuttgart» (B! Alemannia).
После этого Герман Кранц стал ассистентом доктора наук, профессора и ректора берлинского университета Отто Каммерера (Otto Kammerer, 1865—1951): Кранц помогал Каммереру в его исследованиях о трамвайных передачах. С 1920 года Герман Кранц преподавал в качестве полного профессора механики в Техническом университете Ганновера; он занимал этот пост до своей смерти. 11 ноября 1933 года Кранц был среди более 900 ученых и преподавателей немецких университетов и вузов, подписавших «Заявление профессоров о поддержке Адольфа Гитлера и национал-социалистического государства». Скончался Ганновере 6 февраля 1944 года в возрасте 60 лет.

## Работы
- Versuche mit Schmierringen bei höheren Tourenzahlen, Deutsche Verlagsanstalt, 1913.
- Совместно с Reinhard Hugershoff: Grundlagen der Photogrammetrie aus Luftfahrzeugen, Wittwer, Stuttgart 1919.
- Versuche mit Zahnrädern von Strassenbahnwagen, Oldenbourg, Berlin/München 1923.
- Modellversuche zur Lösung von Aufgaben des ersten Potentials, in: Archive of Applied Mechanics, Volume 7, Number 6 (1936), 432—438.
- Die experimentelle Bestimmung der Airyschen Spannungsfunktion mit Hilfe des Plattengleichnisses, in: Archive of Applied Mechanics, Volume 10, Number 3 (1939), 159—166.